# Янг Чіфс
Янг Чіфс Футбол Клуб або просто Янг Чіфс (англ. Young Chiefs Football Club) — професіональний футбольний клуб з Намібії, який представляє місто Ошакаті.

## Історія
Футбольний клуб «Янг Чіфс» було засновано у 1989 році в місті Ошакаті, в провінції Ошана. У 2013 році «Янг Чіфс» завоював «Крістмас Кап». У сезоні 2014/15 років команда перемогла у Першому дивізіоні Чемпіонату Намібії (зона «Північний-захід»). Починаючи з сезону 2015/16 років клуб виступає у намібійський Прем'єр-лізі.

## Досягнення
- Перший дивізіон Чемпіонату Намібії з футболу (зона «Північний-захід»): (1)

 Чемпіон 2014/2015
- Крістмас Кап: (1)

 Переможець 2013